# PlayStation Eye
PlayStation Eye — цифровая фотокамера, разработанная Sony Computer Entertainment специально для игровой консоли PlayStation 3. Камера является преемником EyeToy для PlayStation 2. Имеет разрешение 640 x 480 пикселей при 60 Гц. Камера Eye не подходит для устройства PlayStation 4, так как у данной консоли имеется своя камера PS Camera.
Камера впервые попала на рынок в бандле вместе с игрой The Eye of Judgment в США 23 октября 2007 года, в Японии и Австралии 25 октября 2007 года и в Европе 26 октября 2007 года.
В США, Европе и Австралии камера также поступила на рынок как самостоятельный продукт.

## Совместимые игры
Ниже представлен список некоторых игр совместимых с камерой. PlayStation Eye не поддерживает PlayStation 2 игры совместимые с EyeToy.
2013
- BioShock: Infinite

2012
- Ōkami HD

2011
- Fight Night Champion
- LittleBigPlanet 2 (Используется для создания уровней, также совместима с PlayStation 2 EyeToy)
- Michael Jackson The Experience
- Kung Fu Live

2010
- Gran Turismo 5
- EyePet (Северная Америка)

2009
- Bomberman Ultra (Потоковое видео к другим игрокам, при выигрыше турнира)
- Buzz!: Quiz World
- Tiger Woods 10
- Eyedentify (Отменена)
- Fight Night Round 4
- EyePet (Европа)

2008
- Buzz!: Quiz TV (Совместима с Playstation 2 EyeToy)
- Burnout Paradise[8] (Совместима с PlayStation 2 EyeToy)
- FaceBreaker (Используется для создания аватара своего персонажа)
- GTI Club+: Rally Côte d’Azur
- High Stakes on the Vegas Strip: Poker Edition[9]
- LittleBigPlanet (Используется для создания уровней, также совместима с PlayStation 2 EyeToy)
- Pro Evolution Soccer 2009 (Используется для создания аватара своего персонажа, в режиме 'Become a Legend)
- SingStar Vol. 2 (Используется для записи видео, скриншотов)
- Tom Clancy's Rainbow Six: Vegas 2[10] (Используется для создания аватара своего персонажа)

2007
- Aqua Vita/Aquatopia
- Ember
- Mesmerize — January 17, 2008 (North America)[11]
- Operation Creature Feature[12] — October 25, 2007[4]
- The Eye of Judgment[1]
- The Trials of Topoq]
- Tiger Woods PGA Tour 08[13]
- Tori-Emaki
- SingStar[14]
- Sky Blue
- Snakeball[12]
- Pro Evolution Soccer 2008[15]

## ПК совместимость
Камеру можно подключить к компьютеру через USB и использовать как веб-камеру/микрофон. Для этого требуется дополнительная утилита.